# Gouden Ereteken van de NSDAP
Het Gouden Ereteken van de NSDAP (Duits: Goldenes Ehrenzeichen der NSDAP), was een hoge onderscheiding van de Nationaalsocialistische Duitse Arbeiderspartij (NSDAP). Het was - naast zijn in de Eerste Wereldoorlog verworven IJzeren Kruis der Eerste Klasse - de enige onderscheiding die de Duitse "Führer" en Rijkskanselier Adolf Hitler droeg.
Het ereteken werd in 1933 door Hitler ingesteld en een aantal van de oudste en hoogst geplaatste medewerkers van de partij mocht dit ereteken dragen. Vlak voor zijn zelfgekozen dood op 30 april 1945 nam Hitler zijn ereteken van zijn uniformjasje en speldde hem met de woorden "U bent de beste moeder van het Duitse Rijk" op de borst van Magda Goebbels die zich daarmee zeer verguld toonde. Enige uren later vergiftigde zij haar zes nog jonge kinderen die "beter dood konden zijn dan in een Duitsland zonder Hitler te leven" en liet zij zich door haar man, de Rijkskanselier Joseph Goebbels, door het hart schieten. De half gesmolten maar nog herkenbare resten van deze speld werden op de half verbrande resten van haar lichaam in de tuin van de Rijkskanselarij ontdekt en waren tot voor kort in het bezit van de Russische regering. Het ereteken werd in juni 2005 gestolen en is sindsdien spoorloos.
Na de Duitse Orde, waarvan dit ereteken het centrale medaillon vormt, en de "Bloedorde" die herinnerde aan de mislukte staatsgreep van 9 november 1923, was de Gouden Partijereteken van de NSDAP de hoogste burgerlijke Duitse onderscheiding. Aan alle partijleden met een zogenaamd "laag lidnummer", Hitlers oude kameraden, werd deze ereteken uitgereikt. Men heeft dit begrip tot 100.000 leden opgerekt. Dat betekende in de praktijk dat zij al van 27 februari 1925 lid hadden moeten zijn geworden. Als hoge onderscheiding kon de ereteken ook aan niet-partijleden worden uitgereikt, omdat deze zich bijzonder verdienstelijk gemaakt hadden voor de partij. Er werden ook eretekens aan buitenlanders verleend.
De dragers van het ereteken hadden in de Duitse maatschappij ten tijde van de nazi-heerschappij een streepje voor op anderen, ook op latere partijleden met de gewone partijlidspeld, door de oude garde spottend de “Angstbrosche" genoemd. Men noemde de oude garde dan ook wel de "Goldfasane".
Het Gouden Ereteken van de NSDAP was ontworpen door de Münchener juwelier Josef Feuss.

## Beschrijving
Het ereteken werd in een aantal formaten geproduceerd. Dat betekende niet dat er ook klassen of graden bestonden. Men vond het dragen van kleinere ereteken op informele kleding of uniformen in het veld passender.
Bij de oude strijders van de NSDAP werd het lidmaatschapsnummer op de keerzijde gegraveerd. Bij dragers die het ereteken voor verdiensten kregen opgespeld, werden de initialen "AH" en een datum op de keerzijde gegraveerd.
Er was een gouden, maar geen zilveren ereteken. Daarover is kennelijk wel nagedacht want er zijn twee proefstukken bekend.
Het Goldenes Parteiabzeichen der NSDAP für Ausländer is erg zeldzaam. Dit was werkelijk van zilver en goud terwijl de spelden voor Duitsers van verguld brons waren.
Er bestaan acht varianten van het ereteken, vier met een diameter van 30 millimeter en vier met een diameter van 24 millimeter. Het ereteken voor vreemdelingen bestaat alleen in de kleine vorm. Op de keerzijde staan de merken van de producenten, lidmaatschapsnummers of data en naam van de Führer. In 2005 liepen de prijzen voor een ereteken - die men in Duitsland beslist niet mag dragen en als verzamelaar alleen met toestemming mag bezitten - tussen 280 en de 2147 euro.